# Al-Aqsa TV
al-Aqsa TV (arabisch قناة الأقصى, DMG Qanāt al-Aqṣā) ist ein arabischsprachiger Fernsehsender mit Sitz im Gazastreifen. Er wird von der palästinensischen Terrororganisation Hamas betrieben.

## Geschichte
Der von Fathi Ahmad Hammad geleitete Sender begann im Januar 2006 seinen Sendebetrieb und ist somit der erste private im Gazastreifen. Fathi Ahmad Hammad, ein Führer der Kassam-Brigaden in Nord-Gaza, wurde am 25. Januar 2006 als Abgeordneter in den Palästinensischen Legislativrat gewählt. Er ist Geschäftsführer von Al Ribat Communications and Artistic Productions, einem Hamas-eigenen Unternehmen, das ebenfalls den Hamas-Radiosender Stimme von Al Aqsa betreibt und zweimal wöchentlich die Zeitung Al-Risalah herausgibt.
Der Sendebetrieb wird anscheinend nur durch Spenden von Privatpersonen und von islamischen Organisationen finanziert.
Al-Aqsa TV trägt wie der libanesische Hisbollah-Sender al-Manar, der sowohl Vorbild als auch Konkurrenz ist, zur Radikalisierung von Muslimen in Deutschland bei.
In dem von der Fatah kontrollierten Westjordanland wurde im Juni 2007 das Al-Aqsa TV Büro Ramallah durchsucht und die Tätigkeit des Senders im September 2007 verboten. Dies wurde mit den aufhetzenden Sendeinhalten begründet.
Ein Beschluss des Repräsentantenhaus der Vereinigten Staaten im September 2008 forderte den US-Präsidenten auf, al-Aqsa TV zur ausländischen Terrororganisation (Specially Designated Global Terrorist entity) zu erklären, weil der Sender zu Gewalt gegen die USA und Israel und zum Hass gegen den Westen aufhetze, sowie ausländischen Terrororganisationen bei Rekrutierung, Spendensammeln und Propaganda helfe. 2008 befragten Mitglieder des Europäischen Parlaments wiederholt die EU-Kommission, weshalb al-Aqsa TV europäische Satellitenkapazität in Form des Satelliten Atlantic Bird 4, den der französische Betreiber Eutelsat an den jordanischen Satellitenbetreiber Noorsat vermietet, nutzen dürfe um entgegen Artikel 22 der Richtlinie 89/552/EWG und entgegen Artikel 3b der Richtlinie 2007/65/EG über die Ausübung der Fernsehtätigkeit in Sendungen zu Hass und Gewalt aufzustacheln. Die Kommission verwies auf die Zuständigkeit der französischen Regulierungsbehörde (Conseil Supérieur de l'Audiovisuel, CSA), fehlende formale Klagen und laufende internationale Verhandlungen.
Am 28. Dezember 2008 wurde das Sendegebäude in Gaza bei einem israelischen Angriff im Rahmen der Operation Gegossenes Blei zerstört, konnte aber über mobile Stationen den Betrieb aufrechterhalten.
Am 12. November 2018 wurde das Sendegebäude in Gaza Stadt bei einem Bombardement der israelischen Luftwaffe zerstört, nachdem der Sender von israelischer Seite dazu aufgefordert wurde, das Gebäude zu räumen.

## Programminhalte
Der Sender wird von der islamistischen Hamas geleitet und dient als Sprachrohr und Propagandasender für antisemitische und antiisraelische Beiträge. Der Programmbetrieb des Senders beinhaltet Nachrichtensendungen, politische Kommentare, Rezitationen des Korans und Kinderprogramme.
Mit der wöchentlichen Kindersendung „Pioniere von morgen“ und dem Plüschtier, der „Maus Farfur“, eine Nachahmung von Micky Maus, schuf al-Aqsa TV bewusst ein Fernsehformat, dessen freitägliche Zielgruppe (Klein-)Kinder sind. Aufgrund massiver internationaler Proteste musste die Maus abtreten – auch der US-amerikanische Medienkonzern The Walt Disney Company hatte bereits rechtliche Schritte geprüft. Der palästinensische Informationsminister Mustafa Barghuti ließ die Sendung daraufhin zunächst absetzen. Nach Informationen der Washingtoner Organisation Anti-Defamation League wird „Pioniere von morgen“ aber inzwischen wieder ausgestrahlt. Die Hamas ließ die Maus später von einem „jüdischen Terroristen“ ermorden. Die kindliche Moderatorin Saraa kommentierte betroffen, Farfur sei als Märtyrer gestorben. Es folgte „Nahul die Biene“, die aber bald durch den „Hasen Assud“ ersetzt wurde. Durch ihn wurden seine minderjährigen Zuschauer dazu aufgerufen, den dänischen Cartoonisten Kurt Westergaard zu ermorden, weil dieser die Ehre des Propheten Mohammed verletzt habe. Verantwortlich für die Serie ist Samir Abu Muhsin.
Gesendet werden auch eigenproduzierte Trickfilme, in denen die innerpalästinensischen Gegner der Fatah als Ratten dargestellt werden oder stereotypisierte Juden die Al-Aqsa-Moschee zerstören wollen.
In einer Puppentheatersendung im März 2008 erstach eine Kinderpuppe eine George W. Bush Puppe und verwandelte das Weiße Haus in eine Moschee.
Große Aufmerksamkeit erlangte auch ein Mitschnitt des Senders, in dem Kindergartenkinder vermummt und mit Waffenattrappen Exerzierungsübungen zur Schau stellten und sich auf den Dschihad einschworen.
Nach israelischen Angaben wurden über al-Aqsa TV wiederholt palästinensische Zivilisten aufgefordert, sich als menschlicher Schutzschild vor Gebäude von Hamasfunktionären zu stellen.
Im Jahr 2015 wurde der Sender in den Palästinensischen Autonomiegebieten im Westjordanland von der Palästinensischen Autonomiebehörde verboten. Am 6. März 2019 hat die israelische Regierung den Sender zu einer Terror-Organisation erklärt, was auch ein Verbot beinhaltet. Begründet wurde dieser Schritt damit, dass Al-Asqa-TV alle Bestandteile des palästinensischen Terrors fördere, einschließlich den Mord an Juden, Aufruf zu Selbstmordattentaten, Entführung von israelischen Soldaten, der Bombardierung israelischer Städte und die Zerstörung Israels.

## Empfang
Al-Aqsa TV ist mittels dreier Satelliten in Teilen des Vorderen Orients, Nordafrikas und Europas und somit auch in Deutschland zu empfangen. Verantwortlich für die Übertragung sind zwei Arabsat-Satelliten, die der Arabischen Liga gehören, sowie Arab Radio and Television, ein saudischer Betreiber, der Satellitenübertragung via Eutelsat (Atlantic Bird 4) nutzt.
Zudem unterhält al-Aqsa TV eine eigene Webseite, deren Host ein kanadisches Unternehmen ist, das seine Server im kalifornischen San Jose stationiert hat.